# 成友謙
成友謙（？—17世紀），字六吉，號石生，揚州府通州海門縣人，明朝、南明政治人物。

## 生平
成友謙是海鹽縣丞成斐然之子。天啓七年（1627年）舉應天鄉試第十一名舉人，崇禎七年（1634年）成甲戌科三甲一百二名進士，通政司觀政，本年任四川閬中知縣，撫定遭流寇驚嚇的民眾。十五年考选，擢广西道監察御史。崇禎末年，改河東巡鹽御史，修正當地弊政。
弘光時，清軍逼近南京，他和喬可聘共同上疏請求留下江北兵力，固守淮安及揚州，控制潁州、壽州，命劉良佐還鎮。馬士英於弘光帝面前指著二人大罵，舉朝都為之氣懾。弘光帝逃到淮上，他多次請求命令禮部將太子會審案同東宮、二王諡號盡速頒諭詔。海道崩坍，他又上疏豁免糧餉。南京失陷後，回鄉直到去世。

## 家族
曾祖成汉；祖成仁；父成斐然，海盐县丞。

## 引用
1. 1 2  錢海岳《南明史·卷三十三·列傳第九》：（弘光）時清兵日逼，（喬）可聘與成友謙合疏乞留江北兵，固守准、揚，控扼潁、壽，命劉良佐還鎮。士英於御前戟手詧之，舉朝氣懾。……友謙，字六吉，揚州通州人。崇禎七年進士。授閬中知縣，遷山西道御史。首疏起廢，中外翕然。崇禎末，巡鹽河東，剔釐奸弊。安宗幸淮上，餉上危難，屢請命禮部將太子會審案同東宮、二王諡號速頒曉諭。會海道坍沒，疏豁差糧，邑人利之。南京亡，歸里卒。
2. ↑  光緒《通州直隸州志·卷十·選舉志上》：（天啟）七年丁卯（舉人） 成友謙 甲戌進士
3. ↑  《崇祯七年甲戌进士三代履历》：成友谦，曾祖汉；祖仁；父斐然，海盐县丞。石生，诗二房，壬寅年九月二十五日生，扬州府海门县人，丁卯乡试十一名，会二百五十名，三甲一百二名，通政司观政，六月授四川阆中知县。
4. ↑  光緒《通州直隸州志·卷十二·人物志上》：成友謙，字六吉，崇正七年進士。父斐然，長厚好施，丞海鹽，政聲籍甚。……謙知閬中，值流寇震驚，坿循有法。擢山西道御史，首疏起廢，中外翕然。巡鹽河東，除積弊，時海邑坍沒，疏豁差糧，語在田賦志中。甲申後里居以終。